# 20 Exchange Place
20 Exchange Place (voorheen City Bank-Farmers Trust Building) is een wolkenkrabber in art-decostijl in New York. Het gebouw werd gebouwd tussen 1930 en 1931 toen er een grote bouwwoede heerste van wolkenkrabbers op Manhattan. Met zijn 54 verdiepingen en een hoogte van 225,8 meter beriep het gebouw zich ten tijde van de opening er op "bijna zo hoog te zijn als het Woolworth Building".

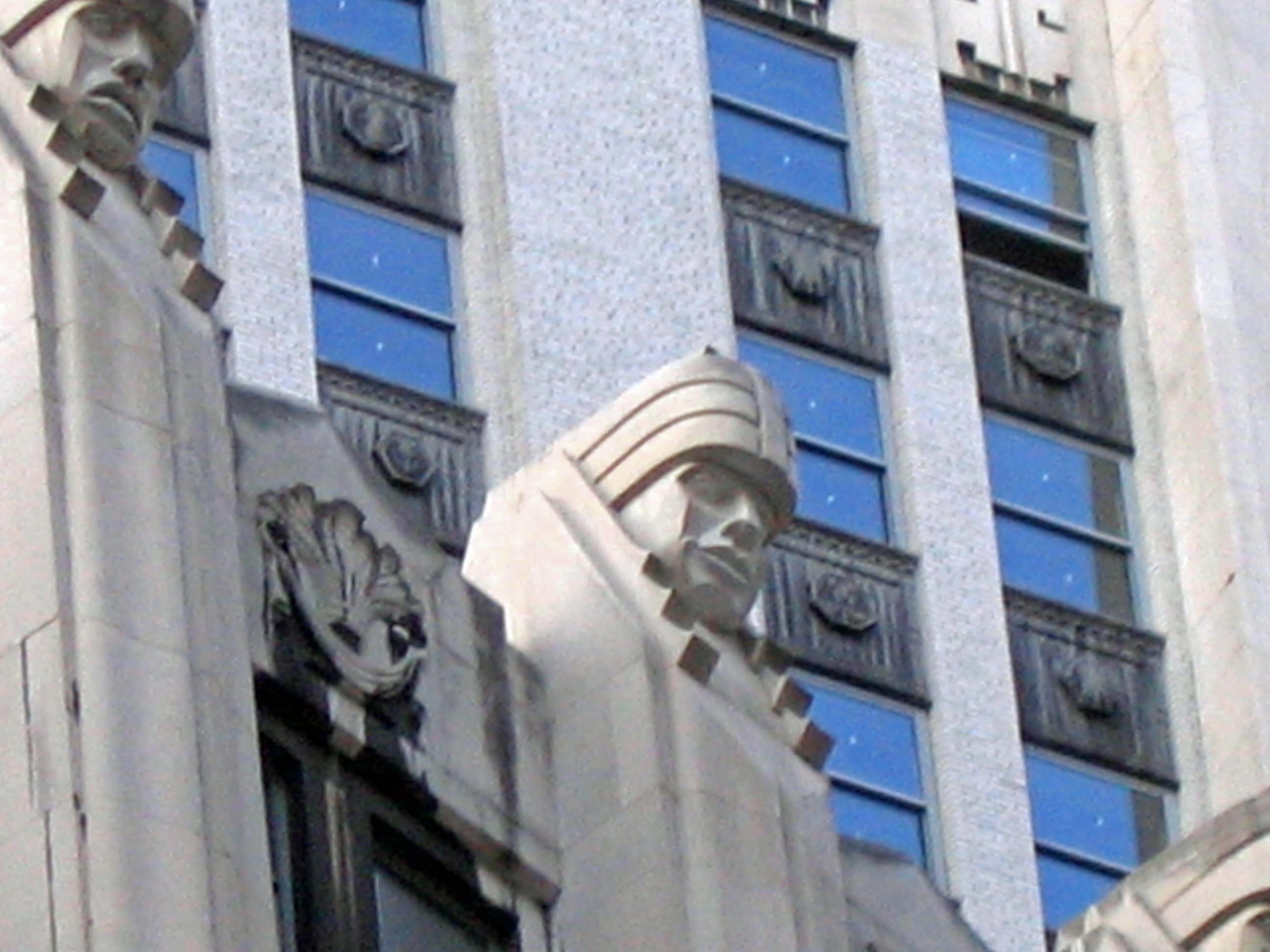
Detail van de art-decogevel

Het gebouw werd ontworpen door het architectenbureau Cross and Cross. De architecten schreven het gebouw niet toe aan een bepaalde bouwstijl, maar het werd ten tijde van de voltooiing omschreven als 'modern klassiek', met een minimum aan art-deco-ornamenten. Het gebouw werd oorspronkelijk in 1929 ontworpen als het hoogste gebouw ter wereld, met een hoogte van 258 meter en een piramidevormige spits. Vanwege de Grote Depressie besloot men de schaal van de bouwplannen enigszins te verkleinen en zodoende ontstond de huidige wolkenkrabber die in 1931 het op drie na hoogste gebouw van de stad was. Tegenwoordig is het gebouw de op zes na hoogste wolkenkrabber van Lower Manhattan en het 27ste hoogste gebouw van New York. 20 Exchange Place behoort nog steeds tot de opvallendste wolkenkrabbers van de skyline van New York vanwege de opvallende verticale panelen.